# Gwgon
Gwgon ap Meurig (en idioma galés «Gwgon hijo de Meurig», muerto c. 871) fue un rey de Ceredigion y de Ystrad Tywi, (véase «Seisyllwg») en el suroeste de Gales. 
Gwgon era el hijo del rey anterior, Meurig o Morydd ap Llywarch Llwyd, y heredó el reino a la muerte de su padre. Su hermana Angharad se casó con Rhodri el Grande de Gwynedd. Los Annales Cambriae refieren que Gwgon murió ahogado alrededor de 871. La Crónica de los Príncipes coloca su muerte en la entrada del año 870 y dice que se ahogó al cruzar el río Llychwr, en Gower, mientras combatía a los Invasores vikingos.
Tras su muerte, Rhodri de Gwynedd pasó a ser custodio del reino. Aunque esto no dio a Rhodri un pretexto para reclamar el trono, sí que le permitió instalar en él a Cadell, el hijo más joven que había tenido con Angharad, quien gobernó como vasallo de su padre y, más tarde, de su hermano mayor Anarawd.